# Chlorogomphus preciosus
Chlorogomphus preciosus – gatunek ważki z rodziny Chlorogomphidae.